# Ratahan (Sprache)
Ratahan ist eine in Nordsulawesi gesprochene Sprache. Sie gehört zu den philippinischen Sprachen der malayo-polynesischen Sprachen innerhalb der austronesischen Sprachen.